# Muqui (distrito)
Muqui é um distrito da província de Jauja, localizado do Departamento de Junín, Peru.

## Transporte
O distrito de Muqui é servido pela seguinte rodovia:
- PE-3S, que liga o distrito de La Oroya à Ponte Desaguadero (Fronteira Bolívia-Peru) - e a rodovia boliviana Ruta 1 - no distrito de Desaguadero (Região de Puno)
- PE-3SB, que liga o distrito de Jauja ao distrito de Sicaya
- JU-104, que liga o distrito de San Ramón à cidade [2][3][4]